# 常母
常母（白一平轉寫：dzy-），或稱禪母，變化和船母相同，是中古漢語的一個聲母，屬正齒音章組，全濁聲母。
幾乎所有常母字都是三等字。

## 擬音
擬音有兩派，一派擬爲/d͡ʑ/，一派擬爲/ʑ/，此兩派在擬船母時剛好互調。此外，學者對於其送氣性質並無一致意見，有的學者認爲是送氣音[d͡ʑʱ]或[ʑʱ]，也有的認爲是不送氣音[d͡ʑ]或[ʑ]，或者無所謂送氣或者平送仄不送等。不過，這個聲母在送氣不送氣方面，並沒有對立音位。
| 聲母     | 高本漢 | 李方桂 | 陸志韋 | 王力 | 周法高 | 李榮 | 邵榮芬 | 蒲立本 | 董同龢 | 鄭張尚芳 | 潘悟雲 | 《廣韻》字數 |
| -------- | ------ | ------ | ------ | ---- | ------ | ---- | ------ | ------ | ------ | -------- | ------ | ------------ |
| 常（禪） | ʑ      | ʑ      | ʑ      | ʑ    | dʑ     | ʑ    | dʑ     | dʑ     | ʑ      | dʑ       | dʑ     | 354          |

註：過往學界曾用逆撇號「ʻ」代表送氣音，後來國際語音學學會已規範以「ʱ」作爲濁音送氣符號，上表亦依規範統一。

## 現代方言、語言中的讀音
在今日的北京音系中，常母平聲多數爲漢語拼音ch [ʈʂʰ]，少數（誰時韶等）為漢語拼音sh [ʂ]；仄聲為漢語拼音sh [ʂ]。

## 外部連結
- 韻典網-常母 （页面存档备份，存于）